# Dolomedes macrops
Dolomedes macrops là một loài nhện trong họ Pisauridae.
Loài này thuộc chi Dolomedes. Dolomedes macrops được Eugène Simon miêu tả năm 1906.